# Võ Hoành (chí sĩ)
Võ Hoành (1873-1946), hiệu Ngọc Tiều; là chí sĩ và là giáo viên Đông Kinh Nghĩa Thục và 1 nhà yêu nước ở đầu thế kỷ 20 trong lịch sử Việt Nam.

## Tiểu sử
Võ Hoành sinh năm Quý Dậu (1873) tại làng Thanh Liệt, huyện Thanh Trì, tỉnh Hà Đông (nay là xã Thanh Liệt, huyện Thanh Trì, thành phố Hà Nội).
Ông là người nhiệt tình yêu nước, đã từ bỏ cả khoa cử, tích cực tham gia phong trào Đông Du và phong trào Duy Tân ở đầu thế kỷ 20.
Tháng 3 năm 1907, ông cùng một số nhà yêu nước: Nguyễn Quyền, Lương Văn Can, Đào Nguyên Phổ, Dương Bá Trạc,...thành lập Đông Kinh Nghĩa Thục với mục đích là khai trí cho dân.
Để có kinh phí cho trường hoạt động, Võ Hoành được giao nhiệm vụ lạc quyên tài chính, vận động sự tài trợ của các nhà hảo tâm. Tuy nhiên, trường hoạt động chưa đầy năm thì bị chính quyền thực dân Pháp buộc phải giải tán vào tháng 11 năm 1907 vì lo ngại cho chế độ.
Sau vụ chống thuế Trung Kỳ (tháng 3 năm 1908) và vụ đầu độc lính Pháp ở Hà Nội (tháng 6 năm 1908), nhà cầm quyền Pháp nhân đó cho bắt nhiều giáo viên Đông Kinh Nghĩa Thục, đóng cửa Đăng Cổ Tùng Báo, cấm diễn thuyết, cấm lưu hành và tàng trữ các tác phẩm của trường. Trong số giáo viên của trường bị bắt và bị đày ra Côn Đảo có Võ Hoành.
Đến năm 1912, Võ Hoành, Nguyễn Quyền, Lương Văn Can được thả về, nhưng buộc mỗi người phải cư ngụ một nơi. Lương Văn Can ở Nam Vang, Nguyễn Quyền ở Bến Tre, còn Võ Hoành ở Sa Đéc.
Ông cùng gia đình vào ở tại làng Tân Qui Đông (Sa Đéc), tự sinh sống bằng nghề Đông y và dạy chữ Hán. Mặc dù bị theo dõi, nhưng Võ Hoành vẫn bí mật liên hệ được với các nhà yêu nước như Nguyễn Quang Diêu, Nguyễn Thần Hiến, Dương Bá Trạc,...
Sau, gia đình ông có phần khá giả, một phần nhờ vợ và con gái tảo tần buôn bán, nên ông tạo được một số ruộng ở Ba Thê (tức Vọng Thê, thuộc huyện Thoại Sơn, An Giang), mục đích chính là để có tiền tài trợ và có chỗ náu thân khi đồng đội gặp nguy biến. Nhà cầm quyền Pháp biết được liền hăm dọa, rồi mua chuộc, nhưng ông vẫn thản nhiên.
Tháng 3 năm 1945, Nhật lật đổ Pháp trên toàn bộ Đông Dương. Đến ngày 2 tháng 9, Việt Nam tuyên bố độc lập, nhưng chỉ mấy ngày sau thì quân Pháp nổ súng tiến chiếm lại Việt Nam. 
Võ Hoành và nhiều học trò của ông hăng hái đi theo lực lượng kháng chiến. Do tuổi già, tháng 12 năm 1946, ông qua đời trong chiến khu Đồng Tháp Mười, thọ 73 tuổi.
Ban đầu, ông được an táng tại làng Mỹ Hội (Cao Lãnh), sau được cải táng về Nghĩa trang Liệt sĩ tỉnh Đồng Tháp.

## Thơ Võ Hoành
Sinh thờ, Võ Hoành có làm thơ để tỏ chí. Giới thiệu một bài:
Ngao ngán lòng tôi tối lại mai,
Lòng tôi, tôi biết giải cùng ai?
Ngàn năm cố quốc hồn chưa tĩnh,
Hai chữ đồng tâm nét cũng phai!
Mài lệ chép thơ phơi trước mắt,
Coi tiền như mạng bỏ ngoài tai.
Thôi thôi biết nói chi cho hết!
Càng nói càng thêm nỗi thở dài.